# Carl Axtens

a Compétitions nationales et continentales officielles uniquement.

b Matchs officiels uniquement.
Dernière mise à jour le 30 octobre 2022.
Carl Axtens, né le 26 août 1991, est un joueur néo-zélandais de rugby à XV, jouant aux postes de troisième ligne aile et troisième ligne centre.
Il commence sa carrière professionnelle avec la province néo-zélandaise de Bay of Plenty, il est international moins de 20 ans avec la Nouvelle-Zélande et champion du monde de cette catégorie en 2011.

## Biographie
Carl Axtens est Baby Black pour le championnat du monde junior 2011, aux côtés de joueurs tels que Brodie Retallick, Sam Cane ou encore Beauden Barrett. Carl Axtens commence sa carrière professionnelle au cours de la saison 2011 avec sa province formatrice de Bay of Plenty. Pour sa première saison, il joue trois matchs de NPC. Ses performances lui permettent d'intégrer en 2014 l'effectif de la franchise des Chiefs qui disputent le Super Rugby. Mais Carl Axtens ne jouera pas une rencontre avec cette équipe. Après deux nouvelles saisons en ITM Cup, Carl Axtens décide de quitter la Nouvelle-Zélande pour la France et le Stade toulousain, qui cherche un joker médical à son deuxième ligne argentin Patricio Albacete.
Il fait ses débuts en Top 14 pour le dernier match de la saison régulière face au FC Grenoble en tant que remplaçant. Au cours de la saison suivante, Carl Axtens est plus régulièrement utilisé, ce qui lui permet de réaliser de bonnes performances et de voir son contrat prolongé.
En février 2020, Carl Axtens est prêté à Provence rugby jusqu'à la fin de la saison 2019-2020. Sous ses nouvelles couleurs il ne dispute que trois matchs en raison de l'interruption de la saison due à la pandémie de Covid-19. 2020 est une année compliquée pour Carl Axtens puisque ni le Stade toulousain ni Provence rugby ne le conservent.
Après un an sans jouer, il s'engage lors de l'été 2021 pour deux saisons au RC Narbonne. Le club orange et noir qui vient alors de remonter en Pro D2 souhaite s'armer de joueurs d'expérience dont le néo-zélandais. À Narbonne, Carl Axtens réalise une saison de haut niveau malgré les difficultés de son club et termine dans les meilleurs plaqueurs du championnat.
À l'issue de la saison il rejoint son ancien club, Provence Rugby en 2022, afin de pallier la blessure de Teimana Harrison. Il s'impose rapidement comme un joueur important de son équipe et est l'un des meilleurs plaqueurs de Pro D2. Après la saison 2023-2024, il décide de prendre sa retraite sportive.

## Vie privée
Carl Axtens est un amateur de chasse (en particulier celle au cerf) et de pêche. Il déclare, en 2011, qu'il aurait souhaité devenir capitaine d'un chalutier s'il n'avait pas été rugbyman professionnel. Il se dit admirateur de l'acteur américain Will Ferrell,.

## Palmarès

### En club
- Stade toulousain
  - Vainqueur du Championnat de France en 2019

### En sélection nationale
- Nouvelle-Zélande -20
  - Vainqueur du Championnat du monde junior en 2011